# Grande vitesse ferroviaire en Autriche
 (avril 2024).
La mise en forme du texte ne suit pas les recommandations de Wikipédia : il faut le « wikifier ».
Les points d'amélioration suivants sont les cas les plus fréquents. Le détail des points à revoir est peut-être précisé sur la page de discussion.
- Les titres sont pré-formatés par le logiciel. Ils ne sont ni en capitales, ni en gras.
- Le texte ne doit pas être écrit en capitales (les noms de famille non plus), ni en gras, ni en italique, ni en « petit »…
- Le gras n'est utilisé que pour surligner le titre de l'article dans l'introduction, une seule fois.
- L'italique est rarement utilisé : mots en langue étrangère, titres d'œuvres, noms de bateaux, etc.
- Les citations ne sont pas en italique mais en corps de texte normal. Elles sont entourées par des guillemets français : « et ».
- Les listes à puces sont à éviter, des paragraphes rédigés étant largement préférés. Les tableaux sont à réserver à la présentation de données structurées (résultats, etc.).
- Les appels de note de bas de page (petits chiffres en exposant, introduits par l'outil «  Source ») sont à placer entre la fin de phrase et le point final[comme ça].
- Les liens internes (vers d'autres articles de Wikipédia) sont à choisir avec parcimonie. Créez des liens vers des articles approfondissant le sujet. Les termes génériques sans rapport avec le sujet sont à éviter, ainsi que les répétitions de liens vers un même terme.
- Les liens externes sont à placer uniquement dans une section « Liens externes », à la fin de l'article. Ces liens sont à choisir avec parcimonie suivant les règles définies. Si un lien sert de source à l'article, son insertion dans le texte est à faire par les notes de bas de page.
- La présentation des références doit suivre les conventions bibliographiques. Il est recommandé d'utiliser les modèles {{Ouvrage}}, {{Chapitre}}, {{Article}}, {{Lien web}} et/ou {{Bibliographie}}. Le mode d'édition visuel peut mettre en forme automatiquement les références.
- Insérer une infobox (cadre d'informations à droite) n'est pas obligatoire pour parachever la mise en page.

Pour une aide détaillée, merci de consulter Aide:Wikification.
Si vous pensez que ces points ont été résolus, vous pouvez retirer ce bandeau et améliorer la mise en forme d'un autre article.
 (avril 2024).
La ligne ferroviaire de l'Ouest entre la capitale Vienne et Salzbourg est en cours de modernisation. La plupart des nouvelles sections ont une vitesse de conception maximale de 250 km/h.

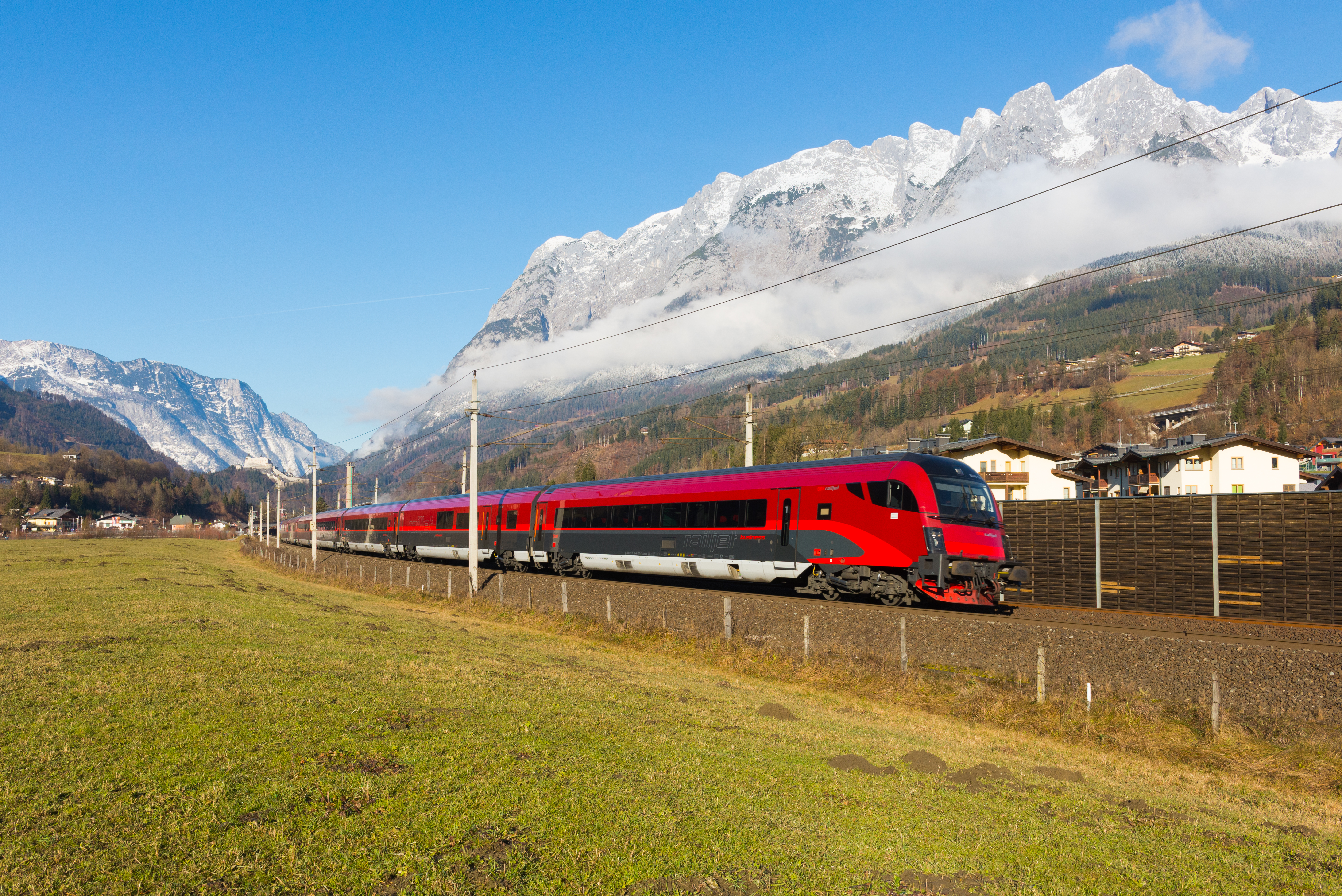
Train ÖBB Railjet près de Pfarrwerfen sur le chemin de fer Salzbourg-Tyrol

Les trains ICE allemands et autrichiens circulent à une vitesse maximale de 230 km/h, tout comme les trains  autrichiens tirés par des locomotives (les Railjet) qui ont été lancés en 2008. Le tronçon entre Attnang-Puchheim et Salzbourg n'a pas fait l'objet d'investissements massifs au cours des dernières décennies, c'est pourquoi l'ÖBB prévoit de construire une nouvelle ligne ferroviaire à grande vitesse entre Köstendorf et Salzbourg. Les trains longue distance et de marchandises devraient circuler sur une ligne nouvelle de 21,3 km conçue pour une vitesse maximale de 250 km/h. Cette nouvelle infrastructure devrait permettre d'augmenter considérablement le nombre de trains régionaux sur les voies existantes et de réduire les temps de parcours pour les liaisons longue distance grâce à l'utilisation des nouveaux tunnels. Les travaux de construction devraient débuter entre 2025 et 2026.
Le tunnel de base du Brenner de 56 km actuellement (2024) en construction permettra des vitesses allant jusqu'à 250 km/h
,. L'ouverture est prévue pour 2032. La première partie de la ligne nouvelle de la vallée inférieure de l'Inn (en) a été inaugurée en décembre 2012 dans le cadre de la modernisation de la ligne reliant le futur tunnel de base du Brenner au sud de l'Allemagne. Ainsi la liaison passe de deux à quatre voies et permet une vitesse maximale de 250 km/h.
La ligne nouvelle de la Koralpe (de), la première ligne ferroviaire entièrement nouvelle de la Deuxième République autrichienne, est en construction depuis 2006. Elle comprend un nouveau tunnel (le Koralmtunnel) de 33 km reliant les villes de Klagenfurt et Graz. Construit principalement pour le transport intermodal de marchandises, il sera également utilisé par des trains de voyageurs voyageant jusqu'à 250 km/h. Le temps de trajet entre Klagenfurt et Graz sera réduit de trois heures à une heure. Le Koralmbahn devrait être opérationnel d'ici 2025. Un autre projet important du chemin de fer du Sud est le tunnel de base du Semmering. Le nouveau tunnel relie les Länder de Basse-Autriche et de Styrie et permet de réduire considérablement les temps de trajet par rapport au chemin de fer de Semmering existant. Le nouveau tunnel de base deviendra opérationnel en 2028.

## Réseau

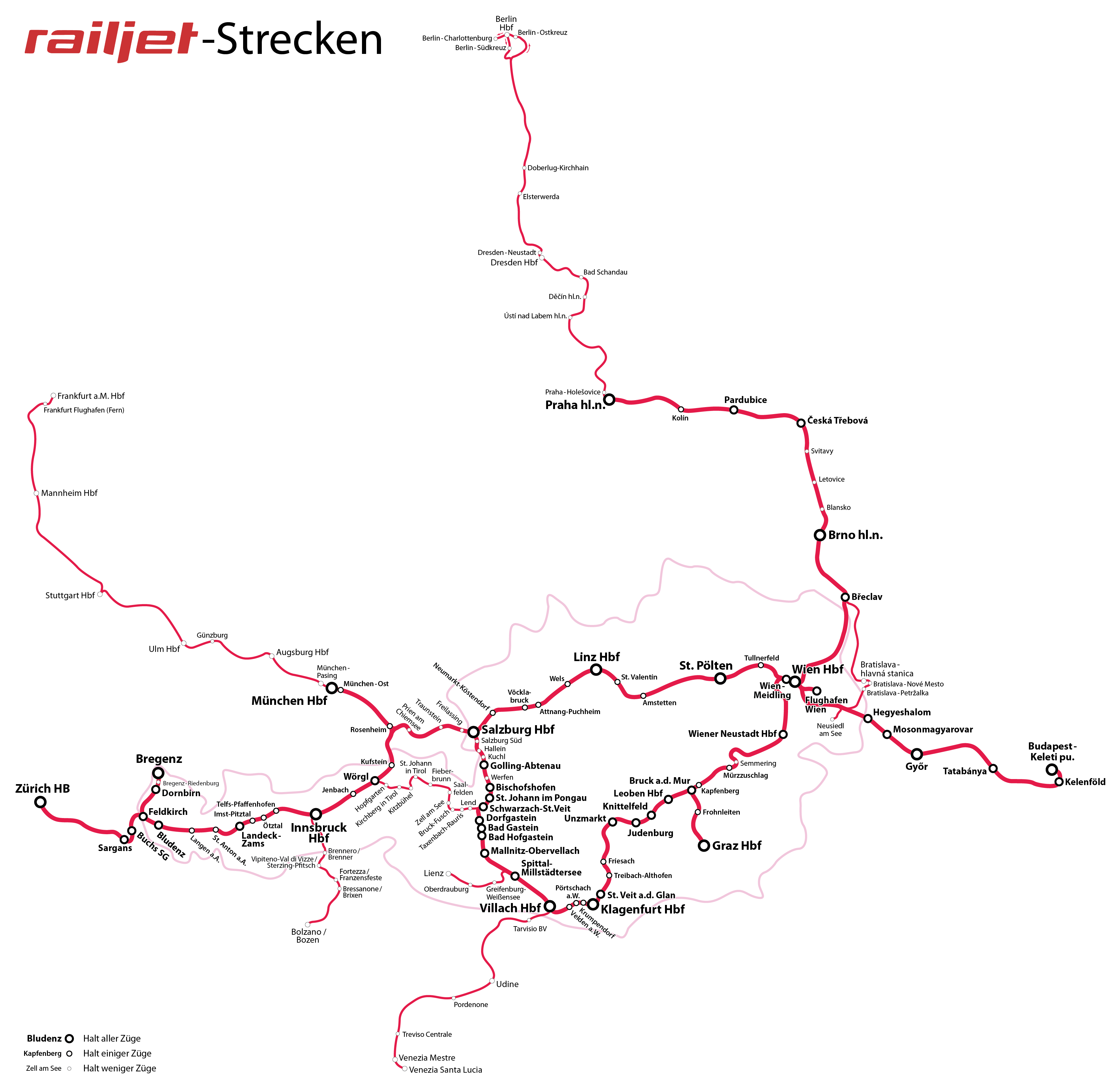
Itinéraires Railjet en juin 2020

- Vitesse opérationnelle max 310-320 km/h
- Vitesse opérationnelle max 270-300 km/h
- Vitesse opérationnelle max 240-260 km/h
- Vitesse opérationnelle max 200-230 km/h
- En construction avec vitesse opérationnelle max ≥ 200 km/h
- Vitesse opérationnelle max < 200 km/h

| Ligne | Vitesse maximale              | Longueure | Début de construction | Mise en servie                                  |
| --- | ----------------------------- | --------- | --------------------- | ----------------------------------------------- |
| Ligne de l'Ouest (Vienne - Attnang-Puchheim)                                                                    | 200/230 km/h (ponctuellement) | 243 km    | Inconnue, passée      | De 1990 (Linz - Wels) à 2016 (Ybbs - Amstetten) |
| ligne nouvelle de la vallée inférieure de l'Inn (en) (Kundl - Baumkirchen)                                      | 220 km/h                      | 40,236 km | Inconnue, passée      | 9 décembre 2012                                 |
| Ligne de l'Est de Marchegg (de) (amélioration de la ligne Vienna Stadlau - frontière Slovake)                   | 200 km/h                      | 38 km     | Inconnue, passée      | 2025                                            |
| Ligne de Pottendorf (de) (amélioration de lignes et voies nouvelles entre Vienna Inzersdorf Ort - Wr. Neustadt) | 200 km/h                      | 47 km     | Inconnue, passée      | 2024 (prévue)                                   |
| Koralm Railway (Graz - Klagenfurt)                                                                              | 250 km/h                      | 125 km    | 2001                  | 2025,                                           |
| Tunnel de Base du Semmering (Gloggnitz - Mürzzuschlag)                                                          | 230 km/h                      | 27,3 km   | 2012                  | 2030                                            |
| Tunnel de Base du Brenner et ses accès Austrichiens (Volders-Baumkirchen - frontière italienne)                 | 250 km/h                      | 46 km     | été 2006              | 2032                                            |
| Nordbahn (amélioration de la ligne Gänserndorf - Břeclav, République tchèque)                                   | 200 km/h                      | 47 km     | 2024 (prévue)         | 2030                                            |
| Ligne de l'Ouest (ligne nouvelle Köstendorf - Salzburg)                                                         | 250 km/h                      | 21,3 km   | 2025/2026             | 2040                                            |
| ligne nouvelle de la vallée inférieure de l'Inn (en)(Kundl - Brannenburg, Allemagne)                            | 230 km/h                      | 25 km     | Inconnue (future)     | Inconnue                                        |